# Чоудхури, Бадруддоза
Бадруддоза Чоудхури (бенг. এ.কিউ.এম. বদরুদ্দোজা চৌধুরী; 11 октября 1930 — 5 октября 2024, Дакка) — государственный и политический деятель Бангладеш.

## Биография
Родился в Бикрампуре, в 20 километрах от Дакки, в семье Кафилуддина Чоудхури, который был впоследствии лидером Авами лиг и министром в правительстве провинции Восточного Пакистана. Политическую карьеру Бадруддоза Чоудхури начал в качестве Генерального секретаря Националистической партии Бангладеш, на это пост его назначил основатель партии Зиаур Рахман. На парламентских выборах 1979 года Б.Чоудхури был избран депутатом по списку Националистической партии в качестве и работал в кабинете министров в 1979—1982 годах. После победы Националистической партии Бангладеш на парламентских выборах в 1991 году, после короткого пребывания на посту министра образования, он был назначен вице-спикером парламента, премьер-министром в это время была Халеда Зиа.
В 2001 году, во время второго периода премьерства Халеды Зиа, Б.Чоудхури был назначен министром иностранных дел Бангладеш, а в ноябре 2001 года — президентом Бангладеш. В конце мая 2002 года Б.Чоудхури отказался посетить мероприятия по случаю очередной годовщины смерти основателя НПБ Зиаура Рахмана, заявив, что намерен сохранять нейтралитет. Это вызвало скандал в партии, ряд депутатов от НПБ потребовал начать процедуру импичмента Б.Чоудхури. Не дожидаясь возбуждения процедуры импичмента, Б.Чоудхури ушёл в отставку с поста президента. После отставки Б.Чоудхури вышел из НПБ и в марте 2004 создал новую партию — Бикапла Дхара (букв. — «альтернативное течение»). Б.Чоудхури стал президентом новой партии, М. А. Маннан — генеральным секретарём. Б.Чоудхури оставался президентом партии с момента её основания, за исключением короткого периода с декабря 2008 по апрель 2009 года, во время которого он ушёл в отставку в связи с поражением партии на парламентских выборах 2008 года.

### Смерть
Чоудхури умер от лёгочной инфекции в Медицинском колледже для женщин и больнице 5 октября 2024 года в возрасте 93 лет.

## Семья
Его сын Махи Бадруддоза Чоудхури является функционером партии Бикапла Дхара.